# Лани (Івано-Франківський район)
Лани́ — село Івано-Франківського району Івано-Франківської області. Входить до складу Дубовецької сільської громади.
Розташоване в долині вздовж річки Заблоче, за 16 км від м. Галич.
Через населений пункт проходить автодорога Галич — Бишів.
На 1 січня 2001 р. в селі проживало 660 осіб, налічувався 221 двір. Типові прізвища ланівчан: Бабельський, Бідочко, Дівончук, Кедик, Підгаєцький.
Топонім Лани однозначно виводиться від старовинної земельної міри площі, використовуваної на всій території Речі Посполитої, — лану. Малий лан або ланок дорівнював 30 моргам ґрунту (близько 16,8 га), великий лан становив майже 25 га.
Серед краєзнавців були і спроби прив'язати назву села до поширеного у ХV-ХVІІІ ст. чоловічого імені Лань. Однак ця версія не має під собою реального підґрунтя.

## Історія
Село згадується 2 січня 1441 року у книгах галицького суду.
2 травня 1474 р. населений пункт згадується в «Актах земських і гродських», коли Павло Кола, син галицького підкоморія, обміняв свою «частину в Делієві, названу Лани» на хутір Лука поблизу Войнилова. 
У податковому реєстрі 1515 року в селі документується 3 лани (близько 75 га) оброблюваної землі.
Важливих подій з історії населеного пункту кінця XV — сер. XVI ст. виявлені дослідниками письмові джерела не зафіксували. З люстрації 1578 р. відомо, що на той час Лани були власністю подільських старостів. Земельні угіддя місцевих жителів становили 8 ланів, один із яких належав священникові (отже, ланівчани вже ходили на Богослужіння до власної церкви). Селянські наділи розташовувалися в основному на пологих схилах гори Стінки. Біля її підніжжя, на території сучасного села, знаходилося декілька ставків. Через кілька століть ці природні водойми безслідно зникнуть.
Розростання населеного пункту, збільшення кількості його жителів неминуче приводило до їх зубожіння, роздроблення селянських наділів. Чимало місцевих жителів були зовсім безземельними. Окрім відробітку постійно зростаючих панщизняних повинностей (3-4 дні на тиждень), ланівчани платили натуральний податок (сир, домашня птиця, вівці, велика рогата худоба). Утиски селян польською шляхтою тривали не одне століття і нерідко призводили до протесту. З історичних джерел відомо, що декілька жителів Ланів у XV ст. приєдналися до повстанського загону Мухи.
У 1590—1633 рр. населений пункт дуже потерпів від безперервних татарських нападів. 1649-го року двоє ланівських селян — Васько Ткач та Іван Дяків, піддані орендаря Степана Нараєвського, присягали перед королівськими люстраторами про неможливість сплати податків саме з вищеназваної причини: «Через спустошення поганами і спалення цілого села, у котрім, крім 8 ліп'янок, не залишилось ніц більше, і через незасіяння полів у людей, татарами забраних, не могли смо поборів взяти, ледво з великою тяжбою вибрали зл. 3».
Життєпис Ланів за період із 2-ї пол. XVII до кін. XX ст. знову ж таки зостається недослідженим. Згадки про село у відомих на даний час історичних джерелах та юридичних документах фактично зводяться до поверхових відомостей про його власників та про стан релігійного життя й освіти. Із ланівських дідичів відомі Антон Яблоновський (зг. в 1774 р.), Розалія Цивінська (зг. в 1880—1896 рр.), Марія Ценська (зг. в 1909 р.), Рафал Цивінський (зг. в 1912—1913 рр.), Ольга Стравінська (зг. в 1926—1927 рр.).
У 1716 р. в Ланах побудували церкву св. Георгія, яку через 24 роки опісля церковний візитатор описував як будівлю, «вальками ліплену, покриту соломою, у формі шопки». Дзвіниці при ній ще не було, і дзвони висіли обабіч на стовпах. У 80-х рр. XIX ст. храм згорів, зайнявшись від полум'я свічки. На його місці у 1882 р. постала нова дерев'яна церква — хрещата у плані, з одною банею, критою ґонтами. Поруч височіла дзвіниця із 4 дзвонами. Ланівська церква була дочірньою в Деліївській парохії. Богослужіння в ній відбувалися кожні 3 тижні. При храмі діяли чоловіче й жіноче братства. Пожежа під час воєнних дій 1916 р. знищила й цю церкву.
Із розвитком освіти в Ланах справи були невтішні. 1-класна школа, що відкрилася лише в 1901 р., довгий час розміщувалася почергово по селянських хатах. Згодом вона взагалі перестала існувати, і діти відвідували навчальний заклад у сусідньому Делієві. Тільки в 1975 р. у селі збудували 3-поверхове шкільне приміщення, яке  є власністю Деліївської сільради, хоча й знаходилося на території Ланів.
І Світова війна запам'яталася жителям населеного пункту кровопролитними боями між австрійською й російською арміями в урочищі Границя та під горою Стінкою. Про них нагадують напівзасипані окопи, копали які під загрозою смертної кари самі ж селяни. Кількох молодих ланівчан мобілізували до австрійського війська. Одному з них, Мартинові Зайцю, довелося побувати і в російському полоні.
У 1916 р. населений пункт згорів дощенту: угорські військові частини, що перебували тут із 1916 по 1918 рр., розчищали територію для ведення бойових дій. Церкву св. Георгія спалили, обклавши її звезеними із цілого села околотами. Місцеві жителі, яких окупанти тимчасово вигнали із села, повернувшись після війни додому, застали тут суцільні згарища на місці будинків та столочені ниви. В 1925 р. справдилися найгірші побоювання ланівчан: після сильного граду, що побив і без того мізерний урожай, над ними нависла загроза голоду. 11 червня того ж року, виступаючи у Станиславові на конференції з питань допомоги голодному селу, делегати з Ланів змалювали невтішну картину важкого економічного стану населеного пункту: «В Ланах 10 % поля не засіяно, село спалене і не відбудоване, град вибив увесь збір». Виділена допомога — 500 зол. грошима і жито для засіву — дещо покращила ситуацію. Однак ще довгий час Лани залишалися в числі найбідніших населених пунктів повіту. Щоб його повністю відбудувати, знадобилося понад 10 років. Шукаючи кращої долі, 5 жителів села разом із родинами виїхали до Канади. Один із таких емігрантів, ланівчанин Юрій Бідочко, організував за океаном комітет американських і канадських українців, який надавав матеріальну підтримку його рідному селу.
У 30-х рр. ланівські селяни жили ще досить бідно, але на їхню високу громадянську й національну свідомість економічні негаразди впливу не мали. Коли в 1932—1933 рр. священник Антін Гарасевич почав у своїх казаннях розповідати про страшний голодомор і червоний терор на Східній Україні, незаможні жителі Ланів започаткували збір коштів, зерна та продуктів для голодуючих. Декотрі люди самі вирушали в дорогу із зібраними грошима й харчами, щоб допомогти жителям Наддніпрянської України. Та всі вони дійшли тільки до Збруча, звідки їх прогнали радянські прикордонники.
У 30-х рр. XX ст. ланівчани жили активним громадським життям. І молодь, і старші люди були задіяні в читальні «Просвіти» (гол. Д. Левандівський), гуртку «Сільського господаря», члени якого ходили на курси в сусідній Деліїв, світському й церковному хорах (керівник Д. Сидор). Не бракувало членів і в молодіжних товариствах «Сокіл» та «Пласт», у драматичному й танцювальному гуртках, церковних братствах. Особливим авторитетом у селі користувався гурток «Рідної школи» ім. короля Данила (засн. в 1932 р., гол. Д. Левандівський), що виділяв кошти на навчання здібних дітей у місті. Майже все українське населення Ланів надавало «Рідній школі» посильну допомогу грошима чи продуктами. Пізніше в селі виникла філія ОУН.
Громадянській активності жителів села польський уряд намагався покласти край під час сумнозвісної пацифікації. Одного дня в Лани приїхало близько 20 озброєних вершників — польських «стшельцув» (стрільців). Людей вони, щоправда, не чіпали, зате розгромили і спаскудили приміщення хати-читальні.
До кінця 30-х рр. населений пункт уже повністю відбудувався, більшість ланівських господарів були малоземельними: їм належали наділи площею від 1-го до 3-х га. Земельні ділянки по 10 га і більше мало лише 8 селян. Поляки-колоністи (близько 50 осіб) господарювали на нивах, куплених у дідича Рафала Цивінського. В 1928 р. вони заснували молодіжне товариство «Стража пожарна добровольна». Через свою малочисельність поляки не мали вирішального слова у громаді. Незадовго до закінчення II Світової війни всі вони виїхали в Польщу. З ремісників у селі працювали 2 ковалі й один швець. Троє ланівчан, два з яких — євреї, а третій, очевидно, поляк, торгували різним крамом, а українець М. Бідочко продавав тютюнові вироби.
Більшовики вже невдовзі після «золотого вересня» розкуркулили і заслали зі всією родиною в Сибір заможного ланівського ґазду Василя Дудку: він мав 40 морґів поля і водяний млин. У селян забрали землю і в 1940 р. оголосили про заснування колгоспу «Нове життя». Його головою призначили колишнього керівника «Рідної школи» й хати-читальні Д. Левандівського — людину з неабиякими організаторськими здібностями. Під страхом кари той мусив згодитися. Новостворену сільраду (1940 р.) очолив безпартійний селянин Петро Шандура.
Взимку 1940 р. енкаведисти заарештували і засудили до 5 років каторги Івана Чапугу, а 22 червня 1941 р. схопили Дмитра Левандівського та колишнього голову «Сокола» Максима Щербановського. За деякими даними, обидва загинули в замінованому потязі на залізничному мості через Дністер у Заліщиках.
Із 3 липня 1941 р. по 24 липня 1944 р. Лани перебували під гітлерівською окупацією. Неврожай 1941 р. привів до голоду, набагато страшнішого за попередній, шестирічної давності. Становище ускладнювала заборона німців молоти зерно своїми жорнами, а громадський млин не міг повністю задовольнити потреб голодуючих. Дехто із речами на обмін рушав у небезпечну подорож на Поділля, ризикуючи потрапити до рук фашистських облавників.
Повіривши чуткам про чудові умови праці в Німеччині, 2 ланівські родини добровільно виїхали туди на роботу. Оскільки бажаючих більше не було, гітлерівці почали проводити облави. За даними авторів книги «Воля і доля», насильно вивезених у Німеччину було 38 осіб, самі ж ланівчани називають іншу цифру — близько 50-и. У 1942 р. фашисти забрали для переплавлення на метал для військових потреб 4 церковні дзвони. П'ятий дзвін людям вдалося врятувати. Його закопали в землю, а після війни знову встановили на дзвіниці.
28 листопада 1943 р. гітлерівці розстріляли члена ОУН Степана Німчука. Більше в селі від їхніх рук не постраждав ніхто.
2 жовтня 1944 року біля с. Кубаївка боївка під керівництвом провідника «Шварна» (Дмитро Найдич із села Ланів) вела бій з оперативною боївкою НКДБ, у висліді якої впав ст. лейтенант Колєсніков.
Не побоявся стати перед суворим судом підпільної ОУН підступно захоплений 5 серпня 1951 року агентурно-бойовою групою на чолі зі зрадником Магасом і насильно завербований органами МГБ надрайонний провідник ОУН Станіславщини, колишній чотовий сотні «Сірі», хорунжий УПА уродженець села Ланів Галицького району «Кир», «Шварно» — Дмитро Найдич. Знайшов у собі доволі сили духу й відваги лицар Бронзового хреста бойової заслуги вибратися зі смердючого багна зради, служіння ворогові й загинути смертю героя. Разом з ним 16 вересня 1951 року з «обіймів» МГБ вирвався й уродженець Хриплина біля Станіслава референт Служби безпеки ОУН Лисецького району Іван Ящук — «Юрко», «Грубий». Обидва повстанці загинули в гарячій сутичці з оперативниками МГБ 3 січня 1952 року в селі Ланах Галицького району.
Другий прихід більшовиків не віщував для села нічого доброго. 54 жителі Ланів взяли участь у визвольному русі. Більшість із них загинули як герої на полі бою або у сталінських катівнях. Одним із перших ланівчан — мучеників за волю України став боєць «Сосна» (Юрій Бабельський). У 1945 р. його схопили енкаведисти і жорстоко катували в Єзупільській тюрмі. Та мужній повстанець не зрадив нікого зі своїх товаришів. Розлютовані невдачею, вороги скарали «Сосну» страшною смертю, прибивши цвяхами до дверей камери.
У 1945 р. на околиці села, в урочищі Долі Потіччя, сотня «Чорноти» билася з енкаведистами і знищила багатьох ворогів. У тому ж році відбувся бій в урочищі Посіч, де переховувалися у криївці 15 повстанців. В урочищі Під Горою, на стриху в хаті сироти Марії Малик ховалося кілька підпільників. Хтось виказав їх енкаведистам. Повстанці вбили москаля, який ліз по драбині на горище, а рештою набоїв пострілялися. 1947-го року в урочищі Форманкевич, оточені ворогами, підірвалися гранатою в бункері станичний села «Граб» (Юрій Шевчук) та двоє його бойових побратимів.
За участь у визвольній боротьбі органи НКВС заслали на каторгу ланівчан Михайла Соколика, Івана Дащака, Катернину Бідочко; за родинні зв'язки з повстанцями вивезли в Сибір та на Далекий Схід 10 сімей.
У ніч із 12 на 13 серпня 1961 р. згоріла нібито від удару блискавки ланівська церква св. Юрія (зведена в 1926 р.). Громада довго судилася із Галицьким страхвідділом за те, щоб їй виплатили належну страхову суму. Та районний суд двічі вирішував справу не на її користь. Грошей селяни так і не отримали, а офіційні джерела повідомили, що ці кошти пустили на будівництво школи. Із тими віруючими, які добивалися дозволу на спорудження нової церкви, райвиконком провів «виховну роботу». Та навіть не маючи свого храму, ланівчани, у тому числі й молодь, щонеділі відвідували Богослужіння в деліївській церкві, продовжували співати в церковному хорі, а головне, зберегли віру в серцях. З нею жителі Ланів починали нове життя в період перебудови та проголошення державної незалежності України.
В 70-х роках 20 століття зникла одна з двох річок-потічків Млинівка, яка протікала уздовж всього села та крутила водяне колесо млина в центральній частині села.
У червні 1990 р. вони урочисто відзначили 500-річний ювілей рідного села. На спомин про цю знаменну подію громада посадила на вигоні під горою Стінкою молодого дубка, який відтепер лічитиме свої століття разом із селом. У 1991 р. в Ланах відбулося велелюдне віче з участю депутата Верховної Ради, відомого поета Д. Павличка, якому випала честь підняти національний прапор. З 1991 р. в селі діє осередок НРУ, а з 1992 р. — філія КУНу.
У 1992 р. жителі Ланів власними силами звели нову церкву св. Юрія. Будівництво очолив керівник рільничої бригади колгоспу «Нове життя» Григорій Дівончук, велику допомогу надав голова колгоспу Іван Петровський. Та найбільша заслуга у спорудженні цього храму належить Ю. Секердею — голові місцевого осередку КУНу, активному громадському діячеві, що згуртував навколо себе громаду і вміло керував нею. Він особисто наглядав за всіма будівельними, малярськими та іншими роботами і як фінансист брав найдіяльнішу участь у закупівлі необхідних матеріалів та реманенту. 18 серпня того ж року новозбудований храм освятив єпископ-ординарій Софрон Дмитерко.
Предметом гордості ланівчан є їхні співочі колективи — хорова капела, що має звання народної, та молодіжний фольклорно-етнографічний ансамбль (керівник Стефанія Капустинська). У вересні 1990 р. ланівський фольклорний ансамбль став дипломантом III-го інтернаціонального фестивалю народної творчості «Хоровод дружби» (м. Маріуполь Донецької обл.)
На даний час у селі діють фельдшерсько-акушерський пункт, дитячий садок, бібліотека, Народний дім, 2 крамниці. З 1996 р. на базі колгоспу «Нове життя» функціонує спілка селян-власників «Лани», що спеціалізується на надоях молока та вирощуванні зерново-технічних культур. На території населеного пункту діє Деліївська загальноосвітня школа І-ІІІ ступенів (відкрита в 1975 р.).

## Участь у визвольній боротьбі 1940-1950-х рр.
Загинули в боях:
ЗАЄЦЬ Дмитро Миколайович, 1916, с. Лани Галицького району, ройовий  УПА, Орел, † 07.02.1945, с. Яблунів Галицького району.
ЗАЄЦЬ Олексій Іванович, 1915, с. Лани Галицького району, стрілець боївки кущової ОУН, Байда, † 24.04.1947, с. Лани.
КИРСТА Степан Юрійович, 1920, с. Лани Галицького району, вояк УПА, Зенко, † 07.03.1945, с. Яблунів Галицького району.
МАЛИК Іван Олексійович, 1923, с. Лани Галицького району, стрілець боївки Жовтневого райпроводу ОУН, Ютка, Гайовий, † 16.05.1945, с. Лани.
НАЙДИЧ Дмитро Васильович, 1921, с. Лани Галицького району, керівник Станіславського надрайпроводу ОУН, Кір, Шварко, † 03.02.1952, с. Лани.
САЧОВСЬКИЙ Михайло Ілліч, 1912, с. Лани Галицького району, член ОУН, † 28.02.1945, невідомо.
САЧОВСЬКИЙ Петро Ілліч, 1921, с. Лани Галицького району, стрілець боївки кущової ОУН, Петро, † 25.04.1947, с. Лани.
САЧОВСЬКИЙ Юрій Ілліч, 1915, с. Лани Галицького району, стрілець боївки кущової ОУН, Грізний, † 25.04.1947, с. Лани.
ШЕВЧУК Юрій Іванович, 1906, с. Лани Галицького району, станичний ОУН, Гриб, † 24.04.1947, с. Лани.
ШЕВЧУК Юрій Степанович, 1915, с. Лани Галицького району, станичний ОУН, Граб, † 05.05.1945, с. Лани.

## Відомі люди
Уродженцем села є Сохоцький Ісидор Йосипович — український церковний і громадський діяч, історик, дійсний член НТШ.
Абрагамович Захарій Ікхан (9.03.1878-6.05.1903, с. Залуква) — караїмський і український поет. Навчався у Станиславівській Гімназії, але через нестатки не закінчив її. Служив у австрійській армії в Чехії. Передчасно помер від сухот. Писав караїмською, українською та польською мовами. Вірші опубліковані в журналах «Голос караїма» (м. Луцьк,1931 р.) та «Жовтень» (1972 р., № 5).
Завадський Петро Михайлович (нар.1940 р.) — генерал-майор у відставці.
- Найдич Дмитро Васильович (псевдо «Кир», «Шварно»; 1923-3.02.1952)— керівник Станіславського надрайонного проводу ОУН. Загинув у бою з енкаведистами у своєму рідному селі.

Секердей Юрій Іванович (22.08.1927-25.07.1999) — краєзнавець, педагог, активний громадсько-культурний діяч. Голова ланівського осередку КУНу. За фахом економіст. Закінчив Станиславівську Гімназію та Тернопільський фінансово-економічний інститут (заочно). Працював головним бухгалтером-ревізором «Прикарпатлістресту», економістом в «Укрпрофтехосвіті», вчителював у Ланах. Автор найпершого нарису про рідне село «Моє село — наша історія: Ланам 502 роки», надрукованого в газеті «Галицьке слово»
Чапуга Степан Михайлович (нар. 25.08.1935 р.) — завідувач кафедри українознавства Івано-Франківської медичної академії, доктор історичних наук. Закінчив історичний факультет Станіславського педагогічного інституту (1953—1958) та аспірантуру при Львівському університеті (1966—1969). Працював на кафедрі історії в Івано-Франківському інституті нафти і газу (тепер Технічний університет), у 1980 р. очолив кафедру історії медичного інституту.